# Niedziałki (województwo mazowieckie)
Niedziałki – wieś w Polsce położona w województwie mazowieckim, w powiecie żuromińskim, w gminie Kuczbork-Osada.
W latach 1975–1998 miejscowość należała administracyjnie do województwa ciechanowskiego.